# Bad Elster
Bad Elster (pronunciación en alemán: /ˌbaːt ˈɛlstɐ/ⓘ) es un municipio situado en el distrito de Vogtland, en el estado federado de Sajonia (Alemania), a una altitud de 550 metros. Su población a finales de 2016 era de unos 3700 habitantes y su densidad poblacional, 160 hab/km².